# 開拓使

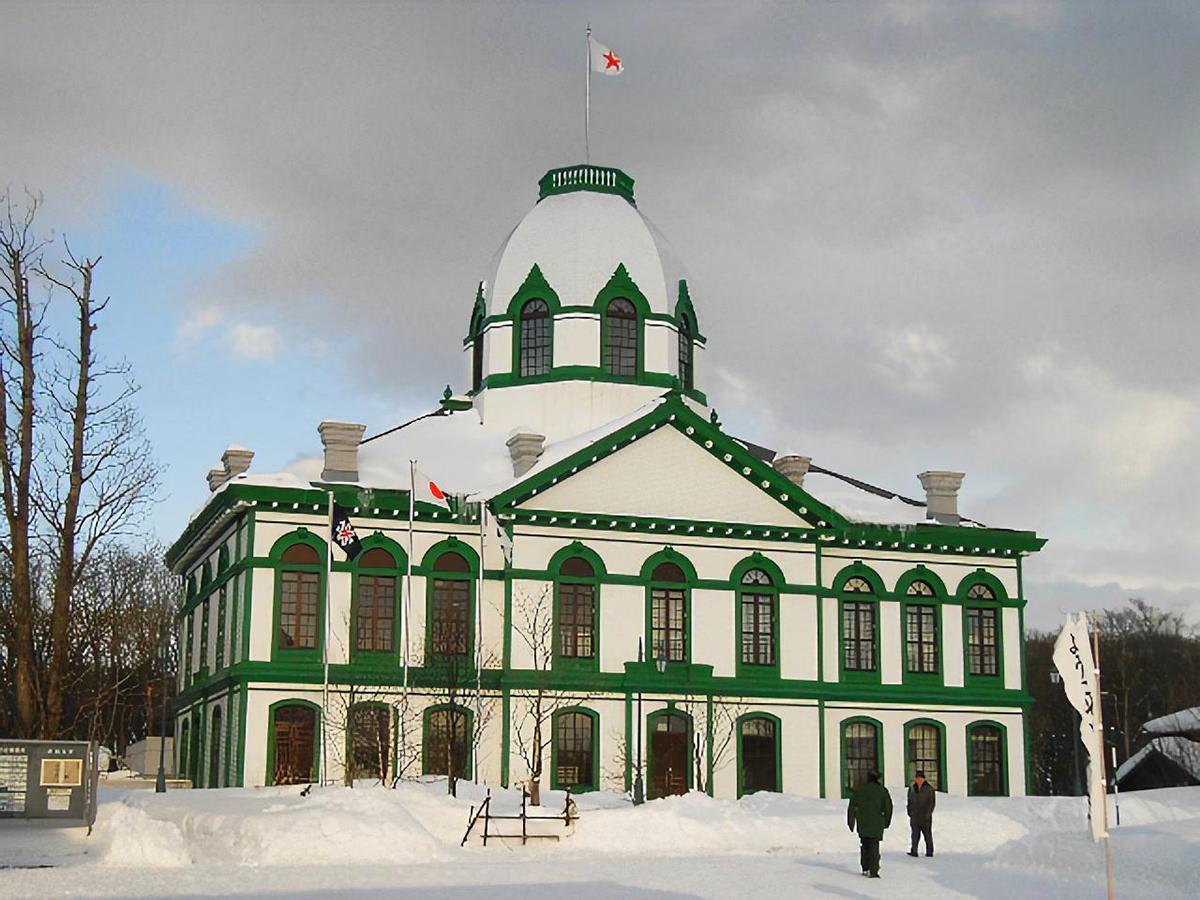
位於北海道開拓村的開拓使本廳舍複製建築

開拓使之旗幟，又稱為「北辰旗」

開拓使（日语：かいたくし）是19世紀末，日本政府為開拓北海道及樺太等位於日本北方的領土，於1869年至1882年期間所設置的行政管理機構，本廳設於札幌；其中在1870年至1871年期間由於曾另外設立樺太開拓使，也因此在這段期間開拓使曾短暫更名為北海道開拓使。
開拓使的「使」是過去日本在7世紀施行律令制時期所使用的官職名稱，過去常用於臨時且單獨派出的工作。

## 歷史
在1869年設立開拓使之前，北海道的行政管理機關為設於箱館（位於現在的函館市）的箱館府。
開拓使的地位與日本中央政府的各省同等級，首任開拓使長官是自幕府時代就主張應重視北方開發的前佐賀藩主鍋島直正，但其尚未至北海道就任即已辭職；其後接任開拓使長官的是在幕府時代末期發生的七卿落難事件之一的東久世通禧，其於1869年9月至北海道就任。
當時原本北海道的人口及產業中心是箱館，但考慮其在北海道的地理位置過於偏南，決定將開拓使的本廳設於北海道的中間區域，由鍋島直正派任的首席判官島義勇將開拓使的臨時辦公場所設於銭函（位於現在的小樽市），同時選定了現在的札幌市區域開始規劃城市及開拓使廳舍的興建，但由於在建設札幌的工程中遇上很多嚴重的難題，島義勇亦因與接替鍋島直正的東久世通禧發生衝突，1870年遭到解任；之後由岩村通俊接續完成札幌的建設工作，並於1871年5月完成將開拓使廳遷移至札幌。
最初北海道全境除了館縣（舊松前藩領地）以外皆屬開拓使管轄，直到1872年，原屬館縣後備併入青森縣的區域改隸屬開拓使管轄，自此全北海道區域皆屬開拓使管轄範圍。
1870年起，軍人出身的黑田清隆開始擔任開拓使次官，並於1871年規劃了總額達1,000萬日圓為期十年的開拓使十年計畫，黑田清隆於1871年起接任開拓使長官一職，並開始招募外國人，引入西方技術協助北海道開拓。
開拓使最初的移民政策是自民間募集民眾，提供米、金錢、農具等補助，鼓勵民眾至北海道開墾；在1873年後，由於考慮到日本對北方的警備工作，開始實施屯田兵制，同時兼顧開墾及警備的工作。
1882年開拓使十年計畫期滿後，廢除開拓使，改在北海道分別設立函館縣、札幌縣、根室縣三個縣。

### 歷任長官及次官
| 時間                         | 開拓長官   | 開拓次官   |
| ---------------------------- | ---------- | ---------- |
| 1869年7月8日 - 7月13日       | -          | -          |
| 1869年7月13日 - 8月24日      | 鍋島直正   | -          |
| 1869年8月24日 - 8月25日      | 鍋島直正   | 清水谷公考 |
| 1869年8月25日 - 9月13日      | 東久世通禧 | 清水谷公考 |
| 1869年9月13日 - 1870年5月9日 | 東久世通禧 | -          |
| 1870年5月9日 - 1871年10月    | 東久世通禧 | 黑田清隆   |
| 1871年10月 - 1874年8月       | -          | 黑田清隆   |
| 1874年8月 - 1882年2月        | 黑田清隆   | -          |
| 1882年2月 - 1882年3月        | 西鄉從道   | -          |